# Ledermanniella pollardiana
Espèce
Ledermanniella pollardiana est une espèce de plantes à fleurs du genre Ledermanniella et de la famille des Podostemaceae selon la classification phylogénétique.
Son épithète spécifique rend hommage au botaniste britannique Benedict John Pollard, des Jardins botaniques royaux de Kew, qui la découvrit en se baignant.

## Répartition
Ledermanniella pollardiana est une plante endémique du Cameroun, décrite dans l'ouest du Cameroun avec une évaluation de ses affinités morphologiques et de son état de conservation.